# Cephalostemon
Cephalostemon är ett släkte av gräsväxter. Cephalostemon ingår i familjen Rapateaceae.
Kladogram enligt Catalogue of Life:
| Cephalostemon | \| \| Cephalostemon affinis \| \| \| \| \| \| Cephalostemon angustatus \| \| \| \| \| \| Cephalostemon gracilis \| \| \| \| \| \| Cephalostemon microglochin \| \| \| \| \| \| Cephalostemon riedelianus \| \| \| \| |
|               | \| \| Cephalostemon affinis \| \| \| \| \| \| Cephalostemon angustatus \| \| \| \| \| \| Cephalostemon gracilis \| \| \| \| \| \| Cephalostemon microglochin \| \| \| \| \| \| Cephalostemon riedelianus \| \| \| \| |
|               | Amphiphyllum |
|               | |
|               | Duckea |
|               | |
|               | Epidryos |
|               | |
|               | Guacamaya |
|               | |
|               | Kunhardtia |
|               | |
|               | Marahuacaea |
|               | |
|               | Maschalocephalus |
|               | |
|               | Monotrema |
|               | |
|               | Phelpsiella |
|               | |
|               | Potarophytum |
|               | |
|               | Rapatea |
|               | |
|               | Saxofridericia |
|               | |
|               | Schoenocephalium |
|               | |
|               | Spathanthus |
|               | |
|               | Stegolepis |
|               | |
|               | Windsorina |
|               | |
|               | Cephalostemon affinis |
|               | |
|               | Cephalostemon angustatus |
|               | |
|               | Cephalostemon gracilis |
|               | |
|               | Cephalostemon microglochin |
|               | |
|               | Cephalostemon riedelianus |
|               | |

|  | Cephalostemon affinis      |
|  |                            |
|  | Cephalostemon angustatus   |
|  |                            |
|  | Cephalostemon gracilis     |
|  |                            |
|  | Cephalostemon microglochin |
|  |                            |
|  | Cephalostemon riedelianus  |
|  |                            |